# Wayuunaiki (periòdic)
Wayuunaiki és un periòdic mensual de Veneçuela, publicat en castellà i wayuunaiki. Fa èmfasi en les notícies d'interès del poble wayúu i d'altres pobles indígenes de Veneçuela i Colòmbia.
Va ser fundat l'any 2000, i és distribuït a Veneçuela i a Colòmbia. La fundadora i directora és Jayariyú Farías Montiel. L'any 2010 va ser nominat al Programa Internacional per al Desenvolupament de la Comunicació (PIDC) de la UNESCO, obtenint el quart lloc.